# Campeonato Paulista 1989
In 1989 werd het 88ste Campeonato Paulista gespeeld voor voetbalclubs uit de Braziliaanse staat São Paulo. De competitie werd georganiseerd door de FPF en werd gespeeld van 18 februari tot 2 juli. São Paulo werd kampioen.

## Eerste toernooi
De 22 clubs werden over twee groepen van elf verdeeld. De clubs speelden eerst tegen de teams uit de andere groep en dan tegen elkaar. De top drie van elke groep kwalificeerde zich automatisch voor het tweede toernooi samen met de zes besten gespreid over de twee groepen. Het puntensysteem werd ook aangepast, als een club won en drie keer of meer kon scoren kreeg het drie punten, bij een overwinning met één of twee goals kregen ze twee punten. Bij een gelijkspel waarbij er gescoord werd kregen de clubs één punt, indien het een scoreloos gelijkspel was werden er strafschoppen genomen en kreeg enkel de winnaar één punt. 

### Groep A
| Plaats | Club             | Wed. | W | G  | V  | Saldo | Ptn. |
| ------ | ---------------- | ---- | - | -- | -- | ----- | ---- |
| 1.     | Mogi Mirim       | 21   | 9 | 5  | 7  | 20:26 | 22   |
| 2.     | Inter de Limeira | 21   | 6 | 10 | 5  | 17:15 | 22   |
| 3.     | União São João   | 21   | 6 | 11 | 4  | 20:18 | 20   |
| 4.     | Novorizontino    | 21   | 6 | 8  | 7  | 17:21 | 19   |
| 5.     | XV de Piracicaba | 21   | 6 | 9  | 6  | 18:20 | 19   |
| 6.     | Noroeste         | 21   | 6 | 3  | 12 | 20:33 | 18   |
| 7.     | América          | 21   | 5 | 7  | 9  | 16:26 | 17   |
| 8.     | Catanduvense     | 21   | 7 | 4  | 10 | 19:19 | 16   |
| 9.     | Ferroviária      | 21   | 5 | 4  | 12 | 16:33 | 13   |
| 10.    | Botafogo         | 21   | 2 | 11 | 8  | 14:27 | 13   |
| 11.    | XV de Jaú        | 21   | 4 | 5  | 12 | 15:23 | 11   |

|  | Gekwalificeerd voor tweede toernooi |

### Groep B
| Plaats | Club        | Wed. | W  | G  | V  | Saldo | Ptn. |
| ------ | ----------- | ---- | -- | -- | -- | ----- | ---- |
| 1.     | Palmeiras   | 21   | 13 | 8  | 0  | 34:6  | 36   |
| 2.     | São José    | 21   | 12 | 5  | 4  | 31:16 | 33   |
| 3.     | Guarani     | 21   | 9  | 9  | 3  | 34:15 | 29   |
| 4.     | Portuguesa  | 21   | 9  | 9  | 3  | 32:15 | 29   |
| 5.     | São Paulo   | 21   | 9  | 8  | 4  | 27:12 | 29   |
| 6.     | Corinthians | 21   | 10 | 5  | 6  | 27:17 | 28   |
| 7.     | Bragantino  | 21   | 10 | 5  | 6  | 18:15 | 25   |
| 8.     | Santos      | 21   | 6  | 12 | 3  | 17:12 | 22   |
| 9.     | Santo André | 21   | 6  | 8  | 7  | 14:24 | 17   |
| 10.    | Juventus    | 21   | 3  | 6  | 12 | 16:31 | 13   |
| 11.    | São Bento   | 21   | 3  | 6  | 12 | 9:27  | 10   |

|  | Gekwalificeerd voor tweede toernooi |

## Tweede toernooi
De twaalf clubs werden verdeeld over vier groepen van drie clubs, de winnaar plaatste zich voor de knockout-fase, indien twee clubs gelijk eindigden ging de club door met het betere resultaat in de eerste periode. De puntenverdeling werd terug gebruikt zoals normaal, twee punten voor een overwinning en een voor een gelijkspel. 

### Groep A
| Plaats | Club        | Wed. | W | G | V | Saldo | Ptn. |
| ------ | ----------- | ---- | - | - | - | ----- | ---- |
| 1.     | Corinthians | 4    | 3 | 1 | 0 | 7:2   | 7    |
| 2.     | Santos      | 4    | 1 | 2 | 1 | 3:4   | 4    |
| 3.     | Mogi Mirim  | 4    | 0 | 1 | 3 | 2:6   | 1    |

|  | Gekwalificeerd voor knockout-fase |

### Groep B
| Plaats | Club          | Wed. | W | G | V | Saldo | Ptn. |
| ------ | ------------- | ---- | - | - | - | ----- | ---- |
| 1.     | Bragantino    | 4    | 3 | 0 | 1 | 5:2   | 6    |
| 2.     | Palmeiras     | 4    | 1 | 2 | 1 | 2:3   | 4    |
| 3.     | Novorizontino | 4    | 0 | 2 | 2 | 0:2   | 2    |

|  | Gekwalificeerd voor knockout-fase |

### Groep C
| Plaats | Club           | Wed. | W | G | V | Saldo | Ptn. |
| ------ | -------------- | ---- | - | - | - | ----- | ---- |
| 1.     | São José       | 4    | 2 | 1 | 1 | 5:3   | 5    |
| 1.     | Portuguesa     | 4    | 2 | 1 | 1 | 6:4   | 5    |
| 3.     | União São João | 4    | 1 | 0 | 3 | 4:8   | 2    |

|  | Gekwalificeerd voor knockout-fase |

### Groep D
| Plaats | Club             | Wed. | W | G | V | Saldo | Ptn. |
| ------ | ---------------- | ---- | - | - | - | ----- | ---- |
| 1.     | São Paulo        | 4    | 2 | 2 | 0 | 6:4   | 6    |
| 2.     | Guarani          | 4    | 1 | 1 | 2 | 6:6   | 3    |
| 3.     | Inter de Limeira | 4    | 1 | 1 | 2 | 3:5   | 3    |

|  | Gekwalificeerd voor knockout-fase |

## Knockout-fase
|  | Halve finale | Halve finale | Halve finale |   |           | Finale | Finale | Finale |
|  |              |              |              |   |           |        |        |        |
|  | Bragantino   | 0            | 0            |   |           |        |        |        |
|  | São Paulo    | 2            | 1            |   |           |        |        |        |
|  | São Paulo    | 2            | 1            |   | São Paulo | 1      | 0      |        |
|  |              |              |              |   | São Paulo | 1      | 0      |        |
|  |              | São José     | 0            | 0 |           |        |        |        |
|  | Corinthians  | São José     | 0            | 0 | 2         | 0      |        |        |
|  | Corinthians  |              |              |   | 2         | 0      |        |        |
|  | São José     | 0            | 3            |   |           |        |        |        |

Details finale
|              |                      |       |          |                                                                                       |
| 28 juni Heen | São Paulo            | 1 – 0 | São José | Morumbi, São Paulo Toeschouwers: 50.633 Scheidsrechter: Dulcídio Wanderley Boschillia |
| 28 juni Heen | André Luis 86' (own) |       |          | Morumbi, São Paulo Toeschouwers: 50.633 Scheidsrechter: Dulcídio Wanderley Boschillia |

|              |          |       |           |                                                                              |
| 2 juli Terug | São José | 0 – 0 | São Paulo | Morumbi, São Paulo Toeschouwers: 97.965 Scheidsrechter: José de Assis Aragão |
| 2 juli Terug |          |       |           | Morumbi, São Paulo Toeschouwers: 97.965 Scheidsrechter: José de Assis Aragão |

## Kampioen
| Campeonato Paulista de 1989    |
| São Paulo                      |
| ------------------------------ |
| SÃO PAULO Kampioen (16° titel) |